# Złotkowice
Złotkowice (ukr. Золотковичі, Zołotkowyczi) – wieś na Ukrainie, w rejonie jaworowskim (do 2020 roku rejonie mościskim) obwodu lwowskiego. Wieś liczy 562 mieszkańców.
Wieś, położona w powiecie przemyskim, była własnością Stanisława Sicińskiego, została spustoszona w czasie najazdu tatarskiego w 1672 roku.
W II Rzeczypospolitej do 1934 samodzielna gmina jednostkowa. Następnie należała do zbiorowej wiejskiej gminy Hussaków w powiecie mościskim w woj. lwowskim. Po wojnie wieś weszła w struktury administracyjne Związku Radzieckiego.
Pierwsza wzmianka o wsi Złotkowice pochodzi z roku 1408. Rodzeni bracia Przecław i Mikołaj – właściciele Bojowic dokonali w dniu 23 czerwca 1408 roku uposażenia kościoła w Bojowicach. W dokumencie tym wymieniono pożytki ze wsi Złotkowice na rzecz kościoła w Bojowicach.
W roku 1467 właścicielem Złotkowic był Demetriusz Bolanowski.
Według dokumentu spisanego w Przemyślu, dnia 3 lutego 1500 roku, Mikołaj Bolanowski sprzedaje Złotkowice rodzonym braciom – Janowi z Boratyna i Andrzejowi z Gdaszyc.